# Polymixis calida
Polymixis calida är en fjärilsart som beskrevs av Turati. Polymixis calida ingår i släktet Polymixis och familjen nattflyn. Inga underarter finns listade i Catalogue of Life.